# Jingpo Hu
Der Jingpo Hu oder Jingpo-See (镜泊湖,  Jìngpō Hú, englisch Lake Jingpo, Birten Lake, Ching-po Hu, Pilteng Lake, Pirton Lake) ist ein See in der Nähe der Stadt Ning’an von Mudanjiang in der nordostchinesischen Provinz Heilongjiang. Sein südliches Ende ist etwa 10 Kilometer von der Grenze zur Provinz Jilin entfernt, von der aus der Mudan Jiang dem See zufließt.
Er entstand infolge eines Vulkanausbruchs vor ca. 10.000 Jahren, als ein Nebenfluss des Mudan Jiang blockiert wurde und so den See bildete. Seine Fläche beträgt 90 Quadratkilometer, er liegt 353 Meter über dem Meeresspiegel. Die durchschnittliche Tiefe beträgt 40 Meter.
Er wurde von der UNESCO in die Liste der Geoparks aufgenommen. Nach ihm ist der Methansee Jingpo Lacus auf dem Saturnmond Titan benannt.